# Hassan N'Dam N'Jikam
Pour les articles homonymes, voir Ndam (homonymie).
Hassan NDam NJikam ou Hassan Ndam Njikam est un boxeur franco-camerounais né le 18 février 1984 à Yaoundé.

## Carrière

### Boxeur amateur
Débute la boxe à 6 ans au Cameroun. Formé par son père Njikam Ismaël lui aussi champion d’Afrique des poids lourd au Zaïre en 1972. Il monte sur le ring pour sa première fois à 10 ans. Deviens alors une prodige de sa génération en boxe éducative en excellant face à ses frères et camarades. Il devient plusieurs fois champion du cameroun , Champion d'Afrique junior de boxe amateur en 2002 puis quart de finaliste des championnats du monde junior la même année, Hassan remporte le titre de champion d'Afrique de boxe amateur en 2003 à Yaoundé il est par la suite vice champion des jeux africain d’Abuja au Nigeria et se qualifie pour les jeux Olympiques d’Athenes dans la catégorie poids moyens où il s'incline en quarts de finale battu par le futur champion olympique, le russe Gaydarbek Gaydarbekov.  . Finaliste aux qualifications des jeux Olympiques de Rio 2016 au Venezuela en Mi-lourd étant le Premier professionnel à participer aux Jeux Olympiques avec son entraîneur de LSC ( Levallois Sporting Club) Youssef Barit et participe aux Jeux olympiques de RIO 2016 pour le compte du Cameroun. 

### Débuts dans les rangs professionnels
Hassan passe professionnel en décembre 2004. Il fait plusieurs combats en France et signe plusieurs victoires par K.O. contre des adversaires de taille, il remporte en 2008 la première édition du grand tournoi. Il s'agit d'un tournoi à élimination directe organisé au Cirque d'hiver à Paris. Il bat notamment Woulid Guarras par KO au 5e round et en finale Affif Belghecham aux points à l'issue des 10 rounds. Ce tournoi permet au boxeur de monter dans les classements mondiaux, notamment ceux de la WBA. 
Il devient donc en 2010 un challengeur pour le titre WBA international et remporte le titre en mettant l'argentin Omar Gabriel K.O. au 8e Round. Le 30 octobre 2010 il gagne encore, contre le géorgien Avtandil Khurtsidze et devient champion du monde par intérim WBA. Le 2 avril 2011, il défend son titre contre Giovanni Lorenzo. Le 4 mai 2012, il combat l'ukrainien invaincu Max Bursak pour le titre par intérim de champion du monde WBO et s'impose par décision unanime à l'issue des 12 rounds. 

### Championnats du monde
Le 20 octobre 2012, Hassan a sa chance et boxe à New York contre l'américain Peter Quillin. Dans un Barclays Center comble, le public est largement en faveur de leur compatriote. Peter Quillin est un puncheur, utilisant très peu la technique. Hassan contrôle superbement et largement les 3 premiers rounds quand soudain au 4e round il se fait surprendre par un terrible uppercut du gauche. Hassan vacille mais continue le combat, Quillin charge et balance de nombreuses combinaisons. Hassan se retrouve au tapis 2 fois durant le quatrième round. Il se relève mais est terriblement secoué. Il parviendra à finir le combat bien qu'il s'y soit retrouvé 6 fois au tapis. Il s'incline face à Peter Quillin.
Il revient après 13 mois d'arrêt, et signe son contrat aux États-Unis et avec le nouveau promoteur Mickael King de la firme King Sport Worldwide et gagne 3 combats. Il est alors classé mondialement numéro 7 dans la fédération IBF ce qui lui permet de disputer un combat éliminatoire pour le titre mondial de cette fédération. Le 1er octobre 2014, il affronte l'américain Curtis Stevens et l'emporte aux points par décision unanime. Le titre IBF des poids moyens étant vacant, il est désigné challengeur et fait face au puncheur canadien David Lemieux le 20 juin 2015 au Centre Bell de Montréal. Comme lors de son premier championnat du monde contre Quillin, N'dam est envoyé plusieurs fois au tapis mais se relève à chaque fois. Il est toutefois logiquement battu aux points.
Le 17 décembre 2016, il devient champion du monde WBA Intérim des poids moyens face à Alfonso Blanco, avec un K.O spectaculaire dès la première reprise, au bout de seulement 22 secondes d’action. Ce K.O a d'ailleurs été élu comme le meilleur de l'année 2016 par ESPN. Le 20 mai 2017, il remporte le titre WBA régulier (Gennady Golovkin étant super champion) en battant aux points par décision partagée le japonais Ryota Murata à Tokyo. Cette dernière victoire étant très controversée, la WBA a ordonné une revanche dès le lendemain du match après s'être excusée auprès des fans du japonais. Cette revanche a lieu le 22 octobre 2017 et voit l'abandon de N'Dam à l'appel du 8e round. N'Dam renoue avec la victoire le 22 décembre 2018 en dominant au points le britannique Martin Murray à Manchester. Il s’empare du titre WBC Silver des poids moyens et se classe numéro 3 de la catégorie derrière Gennady Golovkin et Canelo Álvarez. Hassan affronte le 1er juin 2019 Callum Smith au Madison Square Garden , Super champion WBA, champion du monde WBC Diamond et détenteur de la ceinture Ring Magazine des super-moyens, mais s'incline par arrêt de l'arbitre dans la 3e reprise. Le 13 décembre 2019 , Une autre opportunité mondiale lui est offert en Russie toujours dans cette catégorie des super-moyens face au numéro 1 de la fédération WBA, Fedor Chudinov. Il perd vaillamment au point comme toujours et totalise aujourd'hui 11 championnats du monde tout confondu dont 6 gagnés. Hassan N'Dam reste classé au niveau mondial et reste numéro 1 français des poids moyens. Il revient le 2 Juillet 2021 à Calvi en corse après 2 ans d’absence pour cause de Covid-19 sur un combat de rentré contre le valeureux et expérimenté hongrois Gabor Gorbics sur une victoire au point à l’unanimité des juges sur une belle prestation. Le 20 Novembre 2021 à Las Vegas il s’incline devant le talentueux champion kazak Zhanibek Alimkhanuly pour le titre WBC continental americain et WBO global des poids moyens. Hassan ndam ne veux pas s’arrêter pour le moment et prépare son prochain challenge annoncé le 1er Juin au port de Nice pour le titre WBC Francophone contre le suisse d’origine portugaise Celso NEVES lui aussi surnommé Elfenomeno.

## Activités médiatiques
En mars 2016, il intègre en cours de programme la saison 6 de l'émission de poker La Maison du bluff sur NRJ 12.
En tant que supporter de l'OM, il apparaît à partir de août 2017 dans le talk-Show du site lephoceen.